# Piña de Campos
Piña de Campos é um município da Espanha na província de Palência, comunidade autónoma de Castela e Leão, de área 12,39 km² com população de 249 habitantes (2007) e densidade populacional de 22,59 hab/km².

## Demografia
| Variação demográfica do município entre 1991 e 2004 | Variação demográfica do município entre 1991 e 2004 | Variação demográfica do município entre 1991 e 2004 | Variação demográfica do município entre 1991 e 2004 |
| --------------------------------------------------- | --------------------------------------------------- | --------------------------------------------------- | --------------------------------------------------- |
| 1991                                                | 1996                                                | 2001                                                | 2004                                                |
| 363                                                 | 317                                                 | 281                                                 | 279                                                 |